# 忍法帖シリーズ
『忍法帖シリーズ』（にんぽうちょうシリーズ）は、山田風太郎の小説シリーズである。時代小説であり、エログロも織り交ぜた娯楽小説である。
初作は1958年に発表した『甲賀忍法帖』である。1960年代にかけて執筆し、1974年の『開化の忍者』を最終作とする。

## 忍者について
このシリーズは、超人的な忍者や剣士たちが、奇想天外な忍法を用いて戦う。
各勢力が忍軍を擁している。特に徳川家は伊賀忍組、甲賀忍組、柳生流剣士を公的に取り立てており、江戸幕府初期の時点では、伊賀出身の服部半蔵が江戸の甲賀組・伊賀組の総元締めである。甲賀卍谷、伊賀鍔隠れなどの地名は、シリーズに共通して登場する。
主に戦国時代・江戸時代のどこかが舞台となる。ただし各作品は独立しており、読む順番は発表順や時系列順を問わない。テーマもバラバラであり、一人の剣士が多数の忍者を倒す話、剣士があっさり忍者に敗れる話、新兵器と忍法が戦う話、ただ一人の女に全員が振り回される話など、忍者の強さや立ち位置も一貫しない。
第一作の『甲賀忍法帖』においては、他作品よりも特に強調される諸設定がある。超常忍法は、里主導で人間の血を配合しているという負の面を持つ。また甲賀卍谷と伊賀鍔隠れが致命的に仲が悪いとされ、敵里への憎悪を教育する。そして戦国生き残りの甲賀・伊賀の里忍は、江戸の甲賀組・伊賀組を凌駕する魔人揃いであると言及される。後続作品では、このように忍法習得の過程にフォーカスが当たることは少なくなるものの、総じて忍者たちは権力者に利用されて無残に死んでいくという展開がパターン化している。
忍法には、地の文にて医学的知識に基づいた解説がつけられるものが多い。

## 作品一覧
- 山田風太郎#忍法帖（長編・連作）
- 山田風太郎#忍法帖（中短編集）
- 山田風太郎#忍法帖に準ずる長編小説

## 時系列
戦国時代、江戸時代の歴史的出来事に則る。甲賀卍谷、伊賀鍔隠れなどの地名が共通して登場する。ただし内容的には個々の作品は独立しており、両立しない設定もある。
- 1100年代：源平時代、伊賀甲賀の地に既に忍者がいたらしい。『甲賀忍法帖』鍔隠れと卍谷の争いはこの時代まで遡ると伝わる。
- 1390年『忍法創世記』：南北朝時代、柳生に剣法（中条流）が伝わる。伊賀に忍法（楠木正成伝来）が伝わる。仲の悪かった柳生と伊賀が和解。柳生三兄弟と服部三姉妹の間に子が産まれ、剣法・忍法双方のルーツとなる。
- 1562年『伊賀忍法帖』：これより以前、果心居士によって根来寺に忍法が伝わる。
- 1565年『海鳴り忍法帖』：堺を織田信長と松永弾正が攻撃。室町幕府は大幅に弱体化する。
- 1573年『信玄忍法帖』：武田信玄死す。
- 1576年『忍法剣士伝』：北畠具教が織田信長に滅ぼされる。
- 1581年：織田信長による伊賀甲賀攻め（天正伊賀の乱）。服部半蔵は手勢を率いて徳川家康の下へ向かう。家康は彼らを保護。
- 1582年：本能寺の変で信長死去。家康の三河帰郷に際して、恩ある伊賀甲賀忍者が護衛する（神君伊賀越え）。
- 1585年：豊臣秀吉が根来寺を焼き討ちにする。
- 1590年『風来忍法帖』：小田原征伐で北条氏が滅亡。風摩忍者は主君を失い流れ者となる。
- 1600年 中編『忍法関ケ原』：関ヶ原の戦いで家康が勝利。
- 1600年『魔天忍法帖』※完全にパラレル歴史であり、出来事が逆行する（江戸城陥落→関ヶ原→山崎→本能寺→桶狭間）
- 1603年：江戸幕府成立。
- 1612年『銀河忍法帖』：大久保長安が謀反の疑いをかけられ粛清される（家康と本多佐渡守の陰謀）。
- 1613年『忍法封印いま破る』（『銀河忍法帖』の明確な続編）
- 1613年『忍法八犬伝』：安房の里見忠義が減封。
- 1614年『甲賀忍法帖』：徳川の後継者が竹千代（家光）に決定。※甲賀卍谷、伊賀鍔隠れの里忍精鋭20名が全滅
- 1615年『くノ一忍法帖』：大坂の陣で豊臣氏滅亡。家康死去。
- 1623年：徳川家光が三代目将軍に就任。
- 1632年『忍びの卍』：駿河大納言徳川忠長の切腹。
- 1637年：島原の乱（魔界転生の前フリ）
- 1642年『柳生忍法帖』：会津騒動を経て会津藩主加藤明成失脚。天海大僧正死去。
- 1646年『魔界転生』：紀州大納言徳川頼宣に謀反の疑いが浮上。
- 1650年『外道忍法帖』
- 1650年『柳生十兵衛死す』（江戸）：柳生十兵衛死去。
- 1651年：徳川家光の死去に際して由比正雪が謀反（慶安の変）を起こすが失敗（魔界転生などの後日談）
- 1680年『忍法双頭の鷲』：幕府内で堀田正俊により酒井忠清が失脚。
- 1700年『江戸忍法帖』：徳川綱吉の後継者騒動。
- 1702年『忍法忠臣蔵』：赤穂事件。
- 1732年『忍者月影抄』：徳川天一坊事件。徳川吉宗の時代なので江戸幕府忍組にお庭番がある。
- 1836年『自来也忍法帖』：藤堂藩の後継者が突然死したので、将軍の息子を迎える。※津藩は養子藩主が多いという史実から
- 1839年『笑い陰陽師』
- 1841年『忍者黒白草紙』
- 1844年『武蔵野水滸伝』：大利根河原で任侠同士の抗争が発生。
- 1854年『秘戯書争奪』
- 1868年『軍艦忍法帖』：江戸開城、明治の始まり。
- 1871年 短編『開化の忍者』：公儀忍び組が解散。
- 1964年 短編『忍法相伝64』：忍者の末裔が先祖の忍法帖を発見。
- 1965年『忍法相伝73』

## 人物・勢力
作品背景を理解するために必要な歴史的人物を記す。個別の忍者については各作品項目を参照。
織田信長
天下布武の過程で忍者に命を狙われ、1581年の天正伊賀の乱で伊賀甲賀の国を徹底的に破壊した。1582年の本能寺の変にて49歳で没。
徳川家康
信長に弾圧された伊賀甲賀の忍者を匿い、江戸に幕府を開いた後は正規徴用する。1616年に73歳で没。
徳川家光
幼名竹千代。乳母は春日局。1623年に3代将軍となり、1651年に48歳で没。
服部半蔵一族
代替わりしながら徳川家に仕える。伊賀の名門出身で、江戸の伊賀組甲賀組の頭領。
主要作品：『甲賀忍法帖』など多数
果心居士
戦国時代の幻術師。正体不明に暗躍する。
主要作品：『伊賀忍法帖』、『忍法剣士伝』
柳生新陰流
柳生の地は伊賀・甲賀の隣国。戦国時代の柳生石舟斎から、尾張柳生と江戸柳生に分かれる。江戸の柳生宗矩は徳川将軍家剣術指南役。
主要作品：『忍法創世記』（ルーツ）、『忍法剣士伝』（石舟斎）、『魔界転生』（兵庫助、宗矩）
柳生十兵衛三厳
柳生宗矩の長子。隻眼の天才剣士。3作品で主人公を務め、特に『魔界転生』では剣豪7人と戦う。1650年没。
主要作品：『柳生忍法帖』、『魔界転生』、『柳生十兵衛死す』（室町時代の先祖・十兵衛満厳も登場）
伊賀忍者
鍔隠れの里が代表的。服部半蔵を輩出したほか、一部作品では百地丹波なども登場。敵役が多い。
主要作品：『伊賀忍法帖』（主役）、『忍法忠臣蔵』（抜け忍が主役）、『甲賀忍法帖』（ヒロイン陣営）、『銀河忍法帖』（敵。鍔隠れの掘り下げがある。武術寄り）など多数
甲賀忍者
卍谷の里が代表的。敵役が多い。
主要作品：『甲賀忍法帖』（主役陣営）、『江戸忍法帖』（敵）など多数
根来忍者
根来寺の忍法僧。僧侶だが髪を剃らない総髪姿が特徴。古くは松永弾正に仕え、1585年に豊臣秀吉に潰されたが再建。特に敵役が多い。
再建が終わった時期や徳川家に仕えた時期の設定は、作品ごとに異なり一貫しない。
主要作品：『伊賀忍法帖』（敵）、『海鳴り忍法帖』（敵。設定上3万人いる）、『魔界転生』（敵）、『忍法双頭の鷲』（主役）
能登忍者
謙信以来、上杉家に仕える忍者。男忍者とくノ一のほか、男女を自在に変えられる忍者や女装のくノ一もいる。輪島一族など能登組の分派もある。ほとんどが主人公サイドの立ち位置。
主要作品：『忍法忠臣蔵』（主役陣営）、『叛旗兵 妖説直江兼続』（主人公サイドだが脇役）など。短編『胎の忍法帖』（主役）では、信長の能登侵攻に抵抗する。
風摩忍者
北条家に仕える忍者。風摩小太郎などが有名。男装の忍者も存在する。北条氏滅亡後の消息は定かではない。
主要作品：『風来忍法帖』（男が敵、くノ一は味方）、『信玄忍法帖』（敵）。
真田忍者
元は武田信玄に仕えた。真田幸村の知略、真田十勇士や信濃忍者など。1615年の大坂の陣での豊臣家滅亡に伴い壊滅。
主要作品：『信玄忍法帖』、『魔天忍法帖』、『くノ一忍法帖』（主役）。
キリシタン
1937年の島原の乱で大弾圧を受けるも、西洋魔術を用いる残党が潜伏。
主要作品：『海鳴り忍法帖』（主役）、『魔界転生』、『外道忍法帖』
由比正雪
軍学者。1651年に幕府転覆を図るも失敗して自刃（慶安の変）。
主要作品：『魔界転生』、『外道忍法帖』
勝安芳
幕末から明治初期の幕臣。軍艦操練所の教授方頭取。べらんめい調で語るが学問に優れ、登場人物に助言を与える事もある。
主要作品：『軍艦忍法帖』（飛騨幻法帖）、『武蔵野水滸伝』など。